# Pereira (Entrimo)
Pereira (llamada oficialmente San Facundo da Pereira) es una parroquia y un lugar del municipio español de Entrimo, en la provincia de Orense, Galicia.

## Toponimia
La parroquia también es conocida por el nombre de San Facundo de Pereira.

## Organización territorial
La parroquia está formada por tres entidades de población:
- Bouzadrago
- Guxinde
- Pereira (A Pereira)

## Demografía

### Parroquia
| Gráfica de evolución demográfica de Pereira (parroquia) entre 2000 y 2023 |
|                                                                           |
| Datos según el nomenclátor publicado por el INE.                          |

### Lugar
| Gráfica de evolución demográfica de Pereira (lugar) entre 2000 y 2023 |
|                                                                       |
| Datos según el nomenclátor publicado por el INE.                      |